# William M. Anderson
William Mills Anderson (Belfast, 12 marzo 1948 – Los Angeles, 4 gennaio 2022) è stato un montatore nordirlandese.

## Filmografia

### Cinema
- Cindy and Donna, regia di Robert Anderson (1970)
- The Young Graduates, regia di Robert Anderson (1971)
- Barry McKenzie Holds His Own, regia di Bruce Beresford (1974)
- Aaron Loves Angela, regia di Gordon Parks Jr. (1975)
- The Understudy, regia di Eric Luithle (1976)
- Don's Party, regia di Bruce Beresford (1976)
- Il sapore della saggezza (The Getting of Wisdom), regia di Bruce Beresford (1977)
- Squadra speciale 44 magnum (La morte fa l'appello) (Money Movers), regia di Bruce Beresford (1978)
- Esecuzione di un eroe (Breaker Morant), regia di Bruce Beresford (1980)
- The Club, regia di Bruce Beresford (1980)
- Gli anni spezzati (Gallipoli), regia di Peter Weir (1981)
- Puberty Blues, regia di Bruce Beresford (1981)
- Un anno vissuto pericolosamente (The Year of Living Dangerously), regia di Peter Weir (1982)
- Un tenero ringraziamento (Tender Mercies), regia di Bruce Beresford (1983)
- Stanley: Every Home Should Have One, regia di Esben Storm (1984)
- Razorback: oltre l'urlo del demonio (Razorback), regia di Russell Mulcahy (1984)
- King David, regia di Bruce Beresford (1985)
- Bel colpo amico (Big Shots), regia di Robert Mandel (1987)
- 1969: i giorni della rabbia (1969), regia di Ernest Thompson (1988)
- L'attimo fuggente (Dead Poets Society), regia di Peter Weir (1989)
- Old Gringo - Il vecchio gringo (Old Gringo), regia di Luis Puenzo (1989)
- Come fare carriera... molto disonestamente (A Shock to the System), regia di Jan Egleson (1990)
- Green Card - Matrimonio di convenienza (Green Card), regia di Peter Weir (1990)
- Giocando nei campi del Signore (At Play in the Fields of the Lord), regia di Hector Babenco (1991)
- 1492 - La conquista del paradiso (1492: Conquest of Paradise), regia di Ridley Scott (1992)
- Fearless - Senza paura (Fearless), regia di Peter Weir (1993)
- Scappo dalla città 2 (City Slickers II: The Legend of Curly's Gold), regia di Paul Weiland (1994)
- La giusta causa (Just Cause), regia di Arne Glimcher (1995)
- Giù le mani dal mio periscopio (Down Periscope), regia di David S. Ward (1996)
- The Truman Show, regia di Peter Weir (1998)
- Un perfetto criminale (Ordinary Decent Criminal), regia di Thaddeus O'Sullivan (2000)
- Igby (Igby Goes Down), regia di Burr Steers (2002)
- If Only, regia di Gil Junger (2004)
- Bōkoku no aegis (亡国のイージス?, Bōkoku no ījisu), regia di Junji Sakamoto (2005)
- .45, regia di Gary Lennon (2006)
- Say It in Russian, regia di Jeff Celentano (2007)
- Midnight Eagle (ミッドナイト イーグル?, Middonaito īguru), regia di Izuru Narushima (2007)
- The Assassination - Al centro del complotto (Assassination of a High School President), regia di Brett Simon (2008)
- Legittima offesa - While She Was Out (While She Was Out), regia di Susan Montford (2008)

### Televisione
- Senza domani (A Time to Live), regia di Rick Wallace (1985)
- Ollie Hopnoodle's Haven of Bliss, regia di Dick Bartlett (1988)

### Serie TV
- Il tocco del diavolo (The Evil Touch) – serie TV, episodi 1x17-1x25 (1974)
- Frontline/World – serie TV, 2 episodi (1974)